# Boulé-Gala
Ne doit pas être confondu avec Boulé-Daboré.
Boulé-Gala est une commune rurale située dans le département de Bakata de la province du Ziro dans la région du Centre-Ouest au Burkina Faso.